# 33-as villamos (Budapest)
A budapesti 33-as jelzésű villamos a Marx tér és Óbuda, Forgalmi telep között közlekedett. A vonalat a Budapesti Közlekedési Vállalat üzemeltette.

## Története
1915-ben indult a 35-ös villamossal ellentétes irányban a Keleti pályaudvar – Rákóczi út – Erzsébet híd – Krisztinaváros – Délivasút – Széna tér – Budai parkpart – Erzsébet híd – Rákóczi út – Keleti pályaudvar útvonalon. Nem sokkal később végállomását a Városligethez helyezték át, azonban 1919. január 10-én „szénhiány miatt” megszüntették a két járatot. November 25-étől december 2-ig Budán közlekedett körforgalomban a 31-essel ellentétesen, majd néhány hónapon keresztül a Kálvin tér és a Délivasút között járt.
1920. március 8-ától ismét közlekedett a 33-35-ös páros, azonban Budáról Pestre már a Margit hídon tértek vissza. 1930. szeptember 14-én a 33-as és 35-ös villamost megszüntették.
1938-ban ismét előkerült a 33-as villamos: október 30. és november 2. között temetői járatként közlekedett a Horthy Miklós (ma: Móricz Zsigmond körtér) körtér és a Nyugati pályaudvar között.
1939-től ismét rendszeresen közlekedett: az új 33-as a Horthy Miklós (ma: Móricz Zsigmond körtér) körtér – Horthy Miklós (ma: Bartók Béla) út – Szent Gellért rakpart – Krisztina körút – Margit körút – Margit híd – Szent István körút – Nyugati pályaudvar útvonalon közlekedett. 1941-től a Széll Kálmán térre érkezett. 1944. szeptember 27-én szüntették meg.
1949. november 26-án indult újra, ezúttal Pesten: a korábban a Madách tér és a Nagyvásártelep között közlekedő 88-as kapta ezt a jelzést. Betétjárata (89-es) jelzése is módosult, a 34-est kapta.
1950. november 7-én átadták a Sztálin (ma: Árpád) hidat, amelyen új villamosvonalat is indítottak. A nagyvásártelepi 33-as jelzését ekkor 22-esre módosították, az új Sztálin hídi villamos pedig az 1917-es októberi orosz forradalom 33. évfordulója alkalmából a 33-as jelzést kapta. Az új villamosjárat az Óbuda, Forgalmi telep és a Váci út között állt forgalomba. 1954. július 12-én pesti végállomását a Nyugati pályaudvarhoz helyezték át, ezzel tagjává vált a Váci úti villamoscsaládnak. Ekkor korábbi útvonalán 33A jelzéssel betétjáratot indítottak. A 33A útvonala 1955. május 23-án a Sztálin híd budai hídfőjéig rövidült, azonban az utasok kérésére 24-étől ismét Óbuda, forgalmi telepig járt. A betétjárat 1979. május 30-án szűnt meg, a 33-as még bő egy évig húzta: 1981. január 19-én kezdődött el az Árpád híd kiszélesítése és az 1-es villamos kiépítése, emiatt megszüntették. Az 1-es első szakaszának átadásáig, 1984 novemberéig 33V jelzéssel pótlóbusz közlekedett helyette.